# Halbe Zijlstra
Halbe Zijlstra (Osterwolde, 21 gennaio 1969) è un ex politico olandese.

## Biografia

### Origini ed educazione
Halbe Zijlstra è nato il 21 gennaio 1969 a Oosterwolde nei Paesi Bassi. Suo padre era un detective della polizia. Ha seguito l'istruzione secondaria a due livelli e ha studiato sociologia all'Università di Groninga, dopo di che ha lavorato per diverse aziende.

### Attività politica
Componente del consiglio comunale di Utrecht dal 1998 al 2001 e dal 2003 al 2006, in occasione delle elezioni legislative del 2006 è eletto alla Tweede Kamer, mantenendo l'incarico di parlamentare fino al 2010.
Dal 10 ottobre 2010 al 5 novembre 2012 è segretario di Stato aggiunto presso il Ministero dell'istruzione, della cultura e della scienza nel primo governo di Mark Rutte.
Alle elezioni legislative del 2012 viene rieletto alla Tweede Kamer, ove diviene capogruppo del VVD; confermato alle elezioni parlamentari del marzo 2017, il 26 ottobre successivo è nominato ministro degli Affari esteri nel governo Rutte III.

### Ritiro dall'attività politica
Il 13 febbraio 2018 si dimette dall'attività politica dopo aver ammesso di aver fatto false dichiarazioni su un incontro privato con Vladimir Putin nel 2006.